# جاي لابيدوس
جاي لابيدوس (بالإنجليزية: Jay Lapidus)‏ مواليد 1 مايو 1959 في نيوجيرسي، هو لاعب كرة مضرب أمريكي سابق بدأ مسيرته كمحترف سنة 1980 وكان يلعب باليد اليسرى. أعلى تصنيف له في الفردي كان المركز الـ 34 في سنة 1983. أعلى تصنيف له في الزوجي كان المركز الـ 169 في سنة 1983.

## روابط خارجية
- جاي لابيدوس على موقع رابطة محترفي التنس (الإنجليزية)
- جاي لابيدوس على موقع الاتحاد الدولي لكرة المضرب (الإنجليزية)
- جاي لابيدوس على موقع خلاصة التنس.كوم (الإنجليزية)